# Rossmann
Rossmann, właściwie Dirk Rossmann GmbH – jedna z największych sieci drogeryjnych w Europie, funkcjonująca w Niemczech, Polsce, Czechach, Albanii, Turcji, na Węgrzech, a także w Kosowie i Hiszpanii. Została założona przez Dirka Rossmanna 17 marca 1972 roku.

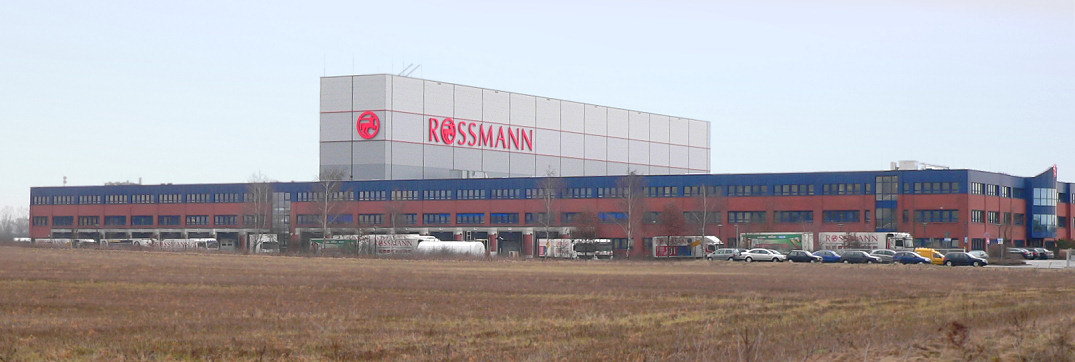
Główna siedziba Rossmanna w Burgwedel

## Rossmann w Polsce
Pierwszy sklep Rossmanna w Polsce został otwarty 23 maja 1993 w Łodzi przy ulicy Piotrkowskiej. W Polsce Rossmann ma 1605 drogerii (stan na 20 lipca 2022 roku). Polska siedziba (otwarta w lutym 2012) i magazyn główny firmy zlokalizowane są w Łodzi. W lutym 2012 otwarto centrum dystrybucyjne w Grudziądzu obsługujące północną część Polski, a 28 października 2014 centrum dystrybucyjne w Pyskowicach obsługujące południe kraju. Największą polską drogerią jest sklep w łódzkiej Manufakturze.